# Falköpings Mejeri

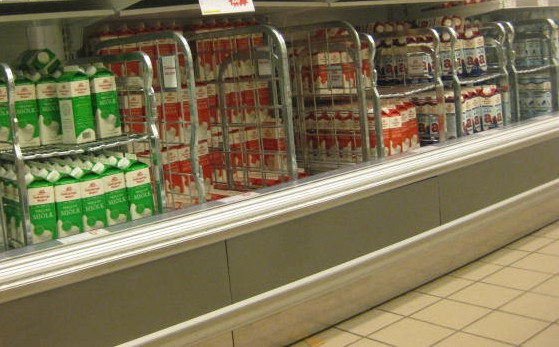
Varor från Falköpings Mejeri.

Falköpings Mejeri är ett kooperativt mejeriföretag med huvudkontor i Falköping. Företaget grundades 1930 av Johan Friggeråker. Produktionen startade 1931 i lokalerna. I dessa lokaler sker fortfarande tillverkning av ostar.
Koncernen, inklusive intresseföretagen (Västgöta Mjölk, Färskvarugruppen och Färsksallad) omsatte 2010 ca 600 mkr och hade 120 anställda.
Grådö mejeri köptes i juni 2014 av Coop, och Falköpings mejeri är nu huvudleverantör till Coop.

## Tillverkas
Idag tillverkas:
- Standardmjölk (och ekologisk)
- Lättmjölk (och ekologisk)
- Mellanmjölk (och ekologisk)
- Minimjölk
- Filmjölk (i olika smaker)
- Crème fraiche & Gräddfil
- Ost
- Grädde
- Mjölkpulver (spraytorkat)